# Singapurische Netball-Nationalmannschaft
Die singapurische Netball-Nationalmannschaft (englisch Singapore national netball team) vertritt Singapur im Netball auf internationaler Ebene.

## Geschichte
Der singapurische Verband, Netball Singapore, wurde im Jahr 1962 gegründet. Bei der zweiten Weltmeisterschaft, der Netball-Weltmeisterschaft 1967, nahm man dann erstmals an einem Weltturnier teil und belegte den achten und damit letzten Platz. Acht Jahre später, im Jahr 1975 nahm man ein weiteres Mal an der Weltmeisterschaft Teil, ebenso wie bei der Netball-Weltmeisterschaft 1983, als man das Turnier selbst ausrichtete. Bei den Asian Netball Championships die ab 1985 ausgetragen wurde, war man von Beginn an auf den vordersten Plätzen vertreten. In der Folge rutschte man bei den Weltmeisterschaften in den Platzierungen ab und fiel Netball-Weltmeisterschaft 1995 auf dem 20. Platz zurück. Bei den Asian Netball Championships 2005 konnte man erstmals den Titel gewinnen und nahm so 2006 erstmals an den Commonwealth Games teil. Jedoch konnte sich das Team danach nicht mehr für das Turnier qualifizieren. Ab 2007 belegte das Team drei Mal bei den Weltmeisterschaften den 15. Platz, bevor sie 2019 den 16. Platz erzielten.

## Internationale Turniere

### Commonwealth Games
- 1998: nicht qualifiziert
- 2002: nicht qualifiziert
- 2006: Vorrunde
- 2010: nicht qualifiziert
- 2014: nicht qualifiziert
- 2018: nicht qualifiziert
- 2022: nicht qualifiziert

### Netball-Weltmeisterschaft
- 1963: nicht teilgenommen
- 1967: 8. Platz
- 1971: nicht teilgenommen
- 1975: 10. Platz
- 1979: nicht teilgenommen
- 1983: 10. Platz
- 1987: nicht teilgenommen
- 1991: 18. Platz
- 1995: 20. Platz
- 1999: 12. Platz
- 2003: nicht teilgenommen
- 2007: 15. Platz
- 2011: 15. Platz
- 2015: 15. Platz
- 2019: 16. Platz
- 2023: qualifiziert